# Kiringan (Boyolali)
Kiringan is een bestuurslaag in het regentschap Boyolali van de provincie Midden-Java, Indonesië. Kiringan telt 7525 inwoners (volkstelling 2010).